# Carmen Giuliana Póveda Flores
Carmen Giuliana Póveda Flores (* 27. Juli 2001) ist eine peruanische Badmintonspielerin. Sie ist kleinwüchsig und startet im Parabadminton in der Startklasse SH6 im Einzel, Doppel und Mixed. Póveda bereitet sich auf eine Teilnahme an den Sommer-Paralympics 2020 in Tokio vor.

## Sportliche Laufbahn
Giuliana Póveda wuchs im Distrikt Villa María del Triunfo der peruanischen Hauptstadt Lima auf und verlor im Alter von 11 Jahren ihren Vater. Sie war zunächst als Fußballerin und Volleyballspielerin aktiv, 2016 begann sie mit dem Parabadminton. Póveda studiert an der Päpstlichen Katholischen Universität von Peru Filmwissenschaften.
Bei der Badminton-Weltmeisterschaft für Behinderte 2017 im südkoreanischen Ulsan unterlag Póveda im Einzel-Finale der Engländerin Rachel Choong. Im Doppel gewann sie mit Randika Doling aus Sri Lanka Bronze, und im Mixed als Partnerin des Iren Niall McVeigh ebenfalls. Bei der Weltmeisterschaft 2019 in Basel konnte sie sich revanchieren, indem sie Choong im Finale besiegte und sich Gold holte. Im Doppel verlor sie mit der US-Amerikanerin Katherine Valli im Finale gegen Rebecca Bedford und Rachel Choong.